# Antonín Bartoň
Antonín Bartoň (ur. 12 grudnia 1908 r. w Vysokim nad Jizerou, zm. 9 września 1982 r. tamże) – czeski narciarz klasyczny reprezentujący Czechosłowację, dwukrotny srebrny medalista mistrzostw świata.

## Kariera
Igrzyska olimpijskie w Lake Placid w 1932 roku były pierwszymi i zarazem ostatnimi w jego karierze. Zajął tam szóste miejsce w kombinacji norweskiej, w biegu na 50 km był dziesiąty, na 18 km był szesnasty, a w skokach narciarskich zajął 21. miejsce. Wziął tym samym udział we wszystkich konkurencjach narciarstwa klasycznego, które były rozgrywane na tych igrzyskach.
W 1933 roku wystartował na mistrzostwach świata w Innsbrucku, gdzie osiągnął podwójny sukces. Zdobył srebrny medal w zawodach kombinacji norweskiej, ulegając jedynie Svenowi Selångerowi ze Szwecji. Cztery dni później wspólnie z Vladimírem Novákiem, Františkiem Šimůnkiem i Cyrilem Musilem wywalczył kolejny srebrny medal, tym razem w sztafecie biegowej 4 × 10 km. Dwa lata później, podczas mistrzostw świata w Wysokich Tatrach wraz z kolegami z reprezentacji zajął piąte miejsce w sztafecie.

## Osiągnięcia w biegach narciarskich

### Igrzyska olimpijskie
| Miejsce | Dzień     | Rok  | Miejscowość | Konkurencja             | Wynik   | Strata | Zwycięzca       |
| ------- | --------- | ---- | ----------- | ----------------------- | ------- | ------ | --------------- |
| 16.     | 10 lutego | 1932 | Lake Placid | 18 km stylem klasycznym | 1:23:07 | +10:32 | Sven Utterström |
| 10.     | 13 lutego | 1932 | Lake Placid | 50 km stylem klasycznym | 4:28:00 | +26:24 | Veli Saarinen   |

### Mistrzostwa świata
| Miejsce | Dzień     | Rok  | Miejscowość   | Konkurencja             | Czas biegu | Strata | Zwycięzca            |
| ------- | --------- | ---- | ------------- | ----------------------- | ---------- | ------ | -------------------- |
| 12.     | 13 lutego | 1931 | Oberhof       | 17 km stylem klasycznym | 1:23:43    | +5:55  | Johan Grøttumsbråten |
| 7.      | 15 lutego | 1931 | Oberhof       | 50 km stylem klasycznym | 3:52,00    | +20:19 | Johan Grøttumsbråten |
| 7.      | 10 lutego | 1933 | Innsbruck     | 18 km stylem klasycznym | 1:02:11    | +3:57  | Nils-Joel Englund    |
| 2.      | 12 lutego | 1933 | Innsbruck     | Sztafeta 4 × 10 km      | 2:49:00    | +8:34  | Szwecja              |
| 5.      | 18 lutego | 1935 | Wysokie Tatry | Sztafeta 4 × 10 km      | 2:42:30 h  | +11:59 | Finlandia            |

## Osiągnięcia w kombinacji norweskiej

### Igrzyska olimpijskie
| Miejsce | Dzień     | Rok  | Miejscowość | Konkurencja   | Wynik      | Strata     | Zwycięzca            |
| ------- | --------- | ---- | ----------- | ------------- | ---------- | ---------- | -------------------- |
| 6.      | 11 lutego | 1932 | Lake Placid | Indywidualnie | 446,00 pkt | -48,90 pkt | Johan Grøttumsbråten |

### Mistrzostwa świata
| Miejsce | Dzień     | Rok  | Miejscowość | Konkurencja   | Czas biegu | Strata    | Zwycięzca            |
| ------- | --------- | ---- | ----------- | ------------- | ---------- | --------- | -------------------- |
| 21.     | 13 lutego | 1931 | Oberhof     | Indywidualnie | 439,00 pkt | ?         | Johan Grøttumsbråten |
| 2.      | 8 lutego  | 1933 | Innsbruck   | Indywidualnie | 454,1 pkt  | -32,1 pkt | Sven Selånger        |

## Osiągnięcia w skokach narciarskich

### Igrzyska olimpijskie
| Miejsce | Dzień     | Rok  | Miejscowość | Konkurencja       | Wynik     | Strata    | Zwycięzca   |
| ------- | --------- | ---- | ----------- | ----------------- | --------- | --------- | ----------- |
| 21.     | 12 lutego | 1932 | Lake Placid | Normalna skocznia | 228,1 pkt | -42,0 pkt | Birger Ruud |

### Mistrzostwa świata
| Miejsce | Dzień     | Rok  | Miejscowość   | Konkurs                         | Wynik      | Strata     | Zwycięzca      |
| ------- | --------- | ---- | ------------- | ------------------------------- | ---------- | ---------- | -------------- |
| 21.     | 13 lutego | 1931 | Oberhof       | Skocznia normalna indywidualnie | 236,00 pkt | ?          | Birger Ruud    |
| 60.     | 8 lutego  | 1933 | Innsbruck     | Skocznia normalna indywidualnie | 224,0 pkt  | -95,60 pkt | Marcel Reymond |
| 16.     | 13 lutego | 1935 | Wysokie Tatry | Skocznia normalna indywidualnie | 224,9 pkt  | -23,80 pkt | Birger Ruud    |